# Krieg der Töne
Krieg der Töne ist ein deutscher Musical- und Experimentalfilm von Michael Meert aus dem Jahre 1987. Besonderes Augenmerk wurde bei der Produktion auf den Ton gelegt, wofür der Musiker Holger Czukay (ehemaliges Mitglied der Band Can) verantwortlich zeichnete, der auch die männliche Hauptrolle in dem Film spielt.

## Handlung und Veröffentlichung
Das kleine Mädchen Ina wird von ihrer Mutter gegen ihren Willen zum Klavierunterricht geschickt. Der Klavierlehrer produziert in seiner Freizeit experimentelle Musik aus Klangcollagen, kann sich mit seinen Werken allerdings nicht im professionellen Musikgeschäft durchsetzen. Ina findet Gefallen seinen Klangcollagen und flüchtet vor ihrer herrschsüchtigen Mutter zu ihm. 
Die Erstausstrahlung des Films fand am 19. April 1988 im ZDF in Stereo statt.

## Trivia
Die Darstellerin des Mädchens, Angela Smecca, hatte vier Jahre zuvor zusammen mit Stephan Remmler als Stephan & Nina den Hit Feuerwerk. Remmler selbst spielt in dem Film eine Nebenrolle.